# La luna vale un millón
La luna vale un millón és una pel·lícula espanyola del gènere de comèdia. Va ser llançada en 1945 i dirigida pel cineasta Florián Rey, director de prestigi durant la Segona República Espanyola i els primers anys de la època franquista. Va ser produïda per Chamartín Producciones i és protagonitzada per Miguel Ligero, Leonor Fábregas, i Manuel Arbó. Tracta el tema del sosias, molt recurrent al cinema de la comèdia, relatant la història de dos personatges completament idèntics que intercanvien les seves personalitats.

## Argument
La luna vale un millón conta la clàssica història de dos homes físicament molt semblants; un rematadament pobre, l'altre amb diners fins i tot en les orelles. Al començament de la pel·lícula, el prestigiós milionari sofreix un accident i queda inconscient. Així, l'altre protagonista, un rodamon que deambulava per la zona de l'accident, després d'advertir la increïble semblança entre ells, decideix vestir-se amb les seves robes i suplantar la seva identitat. A partir d'aquest moment i exercint el seu nou poder, el rodamon començarà a submergir-se en una embrollosa trama empresarial que donarà lloc a un bon nombre de malentesos. Mentrestant, el financer despertarà desconcertat entre les robes del captaire, sorprès davant una situació que no acaba d'entendre però que suposarà el començament a l'experimentació d'una vida senzilla i sense enrenous.

## Repartiment
- Miguel Ligero
- Manuel Arbó
- Leonor Fábregas
- Alicia Palacios
- Lolita Valcárcel
- Gonzalo Llorens
- Matilde Muñoz Sampedro
- José Prada

## Producció
La luna vale un millón va ser produïda per l'empresa Chamartín producciones y distribuciones. Poc després del rodatge Miguel Ligero i Florián Rey foren detinguts per la guàrdia civil a causa d'una denúncia de Luis Infiesta, qui els acusà de fer proclames contr el règim. Després d'uns dies de detención, foren alliberats i la causa arxvivada.

## Estrena
La luna vale un millón es va estrenar en 1945. Malgrat l'èxit que van tenir la majoria de les pel·lícules de Florián Rei, bé és cert que a partir de la segona meitat dels anys quaranta, el director va entrar en franca decadència professional. Així, La lluna val un milió va ser considerada mediocre per la crítica i va passar sense pena ni glòria entre el públic.